# OpenSound Control
OpenSound Control（OSC）とは、電子楽器（特にシンセサイザー）やコンピュータなどの機器において音楽演奏データをネットワーク経由でリアルタイムに共有するための通信プロトコルである。カリフォルニア大学バークレー校にある CNMAT（The Center for New Music and Audio Technologies）が開発した。

## 概要
OSC はMIDIの代替となることを意図して設計されている。MIDIは1982年に実装されたもので、最近のマルチメディア用途には適していない部分が多い。通信プロトコルであるため、OSCによって、楽器やMIDIコントローラや各種マルチメディア機器が屋内のネットワーク（TCP/IP、イーサネット）やインターネットを経由して通信することが可能となる。OSCはブロードバンド・ネットワークの通信速度を最大限に活かしてデータ転送を行うため、31.250[kbps]と言う規格上の速度上限があったMIDIでは不可能な新たな利用方法が可能となっている。また、転送データの柔軟性も増しており、より高度なレベルでの通信が可能である。
OSCは様々なプロトコル上で転送可能だが、一般にUDPが使われる。なお、同じチームがかつて開発したZIPIプロトコル (Zeta Instrument Processor Interface)は失敗に終わった。
特徴:
- オープンエンドで動的なURL風の命名規則を採用
- 記号的データと高精度数値データ
- 1つのメッセージの受信者を複数指定できるパターンマッチ言語
- 細かい時刻タグ
- 同時に発生すべき効果を指定したメッセージ群を集めた「バンドル」
- OSCサーバの持つ機能を動的に探したり、文書を入手するのに使われるクエリシステム

OSC の実装はいくつもあり、リアルタイム音響処理環境、ウェブ操作ツール、ソフトウェアシンセサイザー、各種プログラミング言語、ハードウェア機器などがある。OSC は、コンピュータを使った音楽表現、ネットワークによる分散音楽システム、プロセス間通信、単一のアプリケーションでも使われている。
OSC は LADSPA の進化した DSSI プラグイン API の中心部にも使われており、GUIと演奏アプリケーションなどとの通信を担当している。LADSPA と DSSI は、音響効果・合成に関する Linux API である。
OSC を実装しているソフトウェアの例:
- Bidule
- ChucK
- Csound
- CoGe
- Isadora (v.1.1)
- Max/MSP
- Modul8
- openFrameworks
- OSCpad iPad に基づいて HTML5, CSS3, Javascript
- Pure Data
- Quartz Composer
- Reaktor
- Renoise (v2.6)
- SuperCollider
- Squeak
- Traktor DJ Studio
- Mxwendler
- Crystal Space
- GlovePIE
- VDMX5
- TouchDesigner

OSC を実装しているハードウェアの例:
- Lemur Input Device
- Monome 40h

2007年9月、コントローラ、シンセサイザー、ホスト間の通信のための SYN 名前空間 標準の提案がなされている。